# Фара ин Сабина
Фа̀ра ин Сабѝна (на италиански: Fara in Sabina) е град и община в Централна Италия, провинция Риети, регион Лацио. Разположен е на 482 m надморска височина. Населението на общината е 13 350 души (към 2010 г.).